# Bialou (rejon żytkowicki)
Bialou (biał. Бялёў; ros. Белёв, Bielow; pol. Bielewo, Bielew) – agromiasteczko na Białorusi, w obwodzie homelskim, w rejonie żytkowickim, w sielsowiecie Marocharawa.

## Historia
W XIX i w początkach XX w. położone było w Rosji, w guberni mińskiej, w powiecie mozyrskim, w gminie Żytkowicze.
W latach 1919–1920 znajdowało się pod Zarządem Cywilnym Ziem Wschodnich, w okręgu brzeskim, w powiecie mozyrskim. W wyniku traktatu ryskiego miejscowość weszła w skład Związku Sowieckiego. Od 1991 w niepodległej Białorusi.